# Susanna Haby
Ellen Marie Susanna Haby, född 1 juli 1957 i Vasa församling i Göteborg, är en svensk politiker (moderat). Hon var ordinarie riksdagsledamot 2010–2014, invald för Göteborgs kommuns valkrets.
Tidigare kommunpolitiker som kommunalråd och vice ordförande i byggnadsnämnden för Göteborgs kommun. Stod som nr 4 på moderaternas lista till Europaparlamentsvalet 2009.
Haby är utbildad operationssjuksköterska och har tidigare drivit eget företag. Haby är styrelseledamot sedan 2010 i Pacta Guideline AB.
Haby var riksdagsledamot 2010–2014. I riksdagen var hon ledamot i EU-nämnden 2010–2014. Hon var även suppleant i försvarsutskottet och socialutskottet.